# André Lachance
 (décembre 2012).
Si vous disposez d'ouvrages ou d'articles de référence ou si vous connaissez des sites web de qualité traitant du thème abordé ici, merci de compléter l'article en donnant les références utiles à sa vérifiabilité et en les liant à la section « Notes et références ».
Pour les articles homonymes, voir Lachance.
André Lachance est le directeur principal du département Casting et de la gestion des contrats d'artistes au Cirque du Soleil. Auparavant, il servait la même organisation à titre de Directeur de la performance humaine. Il a été l’entraîneur-chef de l’équipe nationale féminine canadienne de baseball depuis sa création de 2004 à 2019. Il a également été l'entraîneur-chef de l'équipe nationale de la France en 2019 et 2022.
Son équipe canadienne a remporté la médaille d'argent à la coupe du monde de 2008 à Matsuyama au Japon et en 2016 à Busan en Corée du sud. L'équipe a également remporté la médaille de bronze en 2004 à Edmonton, 2006 à Taiwan et 2012 à Edmonton. Avec la France, il remporte le championnat d'Europe de 2019 à Rouen en France et de 2002 à Montpellier en France. Ex-directeur technique de Baseball Québec, il a été à l’emploi de Baseball Canada de 2001 à 2022. Il est devenu le premier entraîneur certifié niveau 5 au PNCE par l’Institut National de Formation des Entraîneurs. Certifié en 2006 du programme de formation en baseball de l’Institut Supérieur d’activité physique Manuel Fajardo de l’Université de La Havane à Cuba, Lachance est parmi les privilégiés à pouvoir accéder aux plus grands athlètes et entraîneurs cubains. Lachance a agit comme commissaire technique lors de compétitions internationales et des grands jeux. De 2001 à 2023, il a également été professeur en coaching et en psychologie du sport à l’Université d’Ottawa.
En 2022, son premier livre est publié alors qu'il est le co-auteur avec Jean François Ménard du livre Chimie d'équipe publié par les Éditions de l'Homme et également disponible en anglais par ECW Press sous le titre Team Chemistry.
Il agit également comme conférencier pour le bureau de conférenciers Orizon.